# Piedra Tendida
Piedra Tendida är en ort i Mexiko.   Den ligger i kommunen Santa Cruz Acatepec och delstaten Oaxaca, i den sydöstra delen av landet, 280 km sydost om huvudstaden Mexico City. Piedra Tendida ligger 1 469 meter över havet och antalet invånare är 215.
Terrängen runt Piedra Tendida är kuperad åt nordväst, men åt sydost är den bergig. Runt Piedra Tendida är det tätbefolkat, med 369 invånare per kvadratkilometer. Närmaste större samhälle är Huautla de Jiménez, 4,9 km sydost om Piedra Tendida. I omgivningarna runt Piedra Tendida växer i huvudsak städsegrön lövskog.